# نگرش‌های بهائی به علم
هماهنگی علم و دین یکی از آموزه‌های اساسی آئین بهائی است. بر طبق این آموزه علم و دین مکمل یکدیگرند و انسان برای پیشبرد تمدن و درک حقیقت به هر دو نیازمند است. دین بدون علم به سرعت به خرافات و افراطی‌گری تنزل پیدا می‌کند و علم بدون دین به ابزاری در خدمت ماده‌گرایی خشک تبدیل خواهد شد.
اصلِ تطابق علم و دین که از اصول محوری آئین بهائی است توسط عبدالبهاء در طول سفرهایش در اروپا و آمریکای شمالی بین سالهای ۱۹۱۱ و ۱۹۱۳ توضیح داده شد. او به مخاطبان خود در پایتخت‌های فرهنگی و اقتصادی غرب اعلام کرد که علم و دین هر دو برای انسان حیاتی و ضروری‌اند؛ و نوع انسان برای پرورش و بروز استعدادهای بالقوه اش در فرایند تکامل جمعی اش هم به علم و هم به دین نیازمند است. به گفته عبدالبهاء جامعه بشری مانند پرنده‌ای است که برای پرواز به دو بال نیاز دارد، یک بال او علم است و بال دیگر دین، عدم هماهنگی یا فقدان هر یک، پرواز را غیرممکن می‌سازد.
آموزه‌های بهائی بر خردگرایی، جستجوی مستقل حقیقت، تکامل تدریجی دین و نسبی بودن فهم ما از حقایق دینی، دوری از تقالید و خرافات مذهبی، ترکِ جزم اندیشی دینی و رهایی از تعصبات مذهبی تأکید می‌کند، جایگاه علم را ارج می‌نهد و پیروانش را به ترویج و آموختن علم تشویق می‌کند.
مایکل روتشتاین در دانشنامهٔ جنبش‌های نوین مذهبی می‌نویسد که بهائیت بخش‌هایی از یافته‌های علمی را می‌پذیرد که بر الهیات بهائی منطبق باشند و رؤیایی دین و علم در بهائیت نیز رقابت برابر نیست. با وجود این علی‌مراد داوودی، فیلسوف بهائی، معتقد است که آثار بهائی به ندرت دربارهٔ یافته‌های علمی نظر داده است و این نظرات بیشتر در راستای ابطال نتایج غیر علمی و ایدئولوژی-محوری بوده که برخی از علم گرفته‌اند، مانند تجویز و توجیه تنازع بقا، جنگ و رقابت که بعضی از ایدئولوژی‌ها از نظریه تکامل استنتاج کرده‌اند.

## آموزه‌های مرتبط

### خردگرایی
شخصیت‌های اصلی آئین بهائی مقام خرد را بسیار ستوده و ارج نهاده‌اند. در این رابطه بهاءالله، بنیان‌گذار آئین بهائی، می‌گوید: «زبان خرد می‌گوید هرکه دارای من نباشد دارای هیچ نه، از هر چه هست بگذرید و مرا بیابید.» همچنین به گفته عبدالبهاء، خرد بزرگ‌ترین عطیه خداوند به انسان است که او را از سایر موجودات متمایز می‌نماید. وی بارها اظهار داشته است که تعالیم بهائی ضدیت با علم را محکوم می‌کند و آن را نشانه نادانی، خرافات و اوهام می‌داند. به گفته عبدالبهاء دیانت حقیقی باید مطابق خرد باشد، دیانتی که با خرد سازگار نیست، ساخته دست بشر است و باید کنار گذاشته شود. وی جزم‌اندیشی و خردستیزی بسیاری از متدیّنین را مسبب اصلی رواج بی‌دینی و دین‌ستیزی می‌داند.
یکی از نمودهای مهم خردگرایی در آموزه‌های آئین بهائی، اصل جستجوی مستقل حقیقت است. آثار بهائی جستجوی حقیقت به‌طور مستقل را یکی از اساسی‌ترین وظایف هر فرد می‌داند. بهاءالله تأکید می‌کند که فرد باید دنیا را با چشم خود ببیند و نه از نگاه دیگران. تعالیم بهائی بیان می‌کنند که فرد به جای تقلید کورکورانه از دیگران یا از سنت‌های جامعه خود باید به جستجوی حقیقت بپردازد. آثار بهائی بیان می‌کنند که نوع بشر از توانایی تشخیص حقیقت برخوردار است و فرد با استفاده از قوهٔ عقل و خرد که خداوند به انسان داده می‌تواند مسائل را بررسی کند و به حقیقت دست یابد. این اصل در انتخاب دین توسط فرد نیز مصداق دارد و آثار بهائی بیان می‌کنند که هر فرد در نحوهٔ تعیین اعتقاد خود باید آزاد باشد و هیچ‌کس هرگز نباید برای قبول عقاید دینی تحت فشار یا اجبار قرار گیرد. کودکانی که در خانوادهٔ بهائی متولد یا بزرگ می‌شوند خود باید در هنگام بلوغ در مورد اعتقاد دینی خود تصمیم بگیرند.
اساساً تقلید کورکورانه و سنت‌گرایی نابخردانه همیشه موجب انکار و روی‌گردانی جوامع بشری از پیامبران در هنگام ظهورشان شده و آنها را از رشد معنوی بازداشته است.
از دیگر نمودهای مهم خردگرایی در آموزه‌های آئین بهائی، اصل ترک تعصبات است. در آثار بهائی انواع تعصب از جمله تعصبات سیاسی، نژادی، دینی، قومی، اقتصادی و مایهٔ ویرانی جامعهٔ انسان معرفی شده است و رفع تعصبات وسیلهٔ رسیدن به وحدت و پیشرفت جامعهٔ بشری در نظر گرفته شده است.

### نسبی بودن حقایق دینی
آثار بهائی سیر ادیان را تکاملی می‌داند، به این معنی که پیامبران در طی فرایندی مستمر، تدریجی و همیشگی، به تناسب ظرفیت درک و فهم بشر و نیازها و شرایط هر زمان، تعالیم و هدایت لازم را برای تکامل اجتماعی و معنوی انسان فراهم می‌کنند. آموزه‌های دینی از طریق ظهور دائمی ادیان با تغییر مقتضیات زمان و ظرفیت فهم بشر تغییر می‌کنند. در این نگاه حقیقت و تعالیم دینی به تدریج و به تناسب ظرفیت روحانی مردم در هر برهه از تاریخ عرضه می‌شود.
از این رو حقایق دینی را باید نسبی دانست نه جزمی و ابدی. به گفته عبدالبهاء بسیاری از رهبران مذهبی جهان دین را به عنوان مجموعه‌ای از عقاید جزمی، و مناسک و مراسم مذهبی خاص تعریف می‌کنند و از پیروان خود می‌خواهند که آنها را کورکورانه دنبال کنند. این عقاید و مناسک با حقیقت معنوی دین در تضادند و چیزی جز جهل و خرافات که باعث جدایی و نزاع شده نیستند.

### اهمیت آموزش و ترویج علم
در دیانت بهائی تأکید زیادی بر اهمیت تعلیم و تربیت وجود دارد و تعلیم و تربیت به عنوان یکی از عوامل اصلی پیشرفت معنوی و مادی فرد و اجتماع در نظر گرفته می‌شود. آثار بهائی بیان می‌کنند که با تعلیم و تربیت است که استعدادهای و توانمندی‌های بالقوه افراد پرورش می‌یابد. آثار بهائی یکی از وظایف اصلی والدین را تعلیم و تربیت فرزندان خود می‌داند و به خصوص تأکید ویژه ای بر تعلیم و تربیت فرزندان دختر قرار می‌دهد زیرا در آینده به عنوان مادر نسل بعد را پرورش می‌دهند. تعالیم بهائی هم بر لزوم تربیت معنوی و روحانی فرد و هم بر لزوم تعلیم و آموزش انسانی از جمله کسب علم و یادگیری هنر و فن و حرفه تأکید دارند. در این راستا بهائیان با تشویقها و راهنمایی‌های عبدالبهاء در اواخر قرن نوزدهم، در بسیاری از نقاط ایران، از روستاهای کوچک گرفته تا شهرهای بزرگ مدارس نوینی برپا کردند که پذیرای همه افراد فارغ از دین و جنسیت بود. در این مدارس دانش آموزان با علوم و هنرهای مدرن آشنا می‌شدند.
بهاءالله علم را کیفیتی روحانی می‌داند که باید در اختیار عموم قرار گیرد تا آنان را به درجه کمال انسانی خود رهنمون سازد. به تعبیر وی 
سببِ علوِّ (بزرگی قدر و مرتبه) وجود و سُمُوِّ (بلندی) آن، علوم و فنون و صنایع است، علم به منزلهٔ جناح (بال) است از برای وجود و مرقات (نردبان) است از برای صعود، تحصیلش بر کلّ لازم ولکن علومی که اهل ارض از آن منتفع شوند … فی‌الحقیقه کنزِ حقیقی (گنج، ثروت حقیقی) از برای انسان علم اوست و اوست علّتِ عزّت و نعمت و فرح و نشاط و بهجت و انبساط …
همچنین عبدالبهاء در اکتبر ۱۹۱۱ در طی یک سخنرانی در دانشگاه استنفورد بیان داشت که بزرگ‌ترین دستاوردهای بشر ماهیتی علمی دارند. به گفته او خرد برترین عطیه و تجلی خداوند است و انجمن‌های علمی شریف‌ترین مراکز جامعه بشری هستند.

## دو نظام مُکمّل دانش
آثار بهائی نه تنها علم و دین را در تضاد با یکدیگر نمی‌دانند بلکه بر هماهنگی بنیادین آن دو تأکید می‌کنند. هماهنگی علم و دین یکی از اصول اساسی آئین بهائی است. آثار بهائی توضیح می‌دهد که حقیقت یکی است و علم و دین دو وسیله برای شناخت و درک حقیقت هستند. در دیدگاه بهائی برای درک حقیقت، علم و دین هر دو لازم هستند. برای بهائیان، علم و دین دو نظام دانش هستند که نقش مکملی دارند و هر دو با هم پیشرفت تمدن را امکان‌پذیر می‌سازند. بهائیان معتقدند دین بدون علم به سرعت به خرافات و افراطی‌گری فروکاسته می‌شود و علم بدون دین تنها به ابزاری در خدمت ماده‌گرایی تبدیل خواهد شد. بهائیان معتقدند دین حقیقی نیز مانند علم در طول زمان تکامل می‌یابد و پیشرفت می‌کند. در دیدگاه بهائی این تکامل با تجدید دین به‌طور متناوب توسط پیامبران (فرستادگانی از طرف خداوند) صورت می‌گیرد.

## تکامل از دیدگاه بهائی
آموزه‌های بهائی اصل تکامل را قبول دارد، اما این ایده که مکانیسم تکامل صرفاً بر پایه تصادف استوار است را رد می‌کند. در دیدگاه بهائی، ظهور حیات – به ویژه حیات انسان – نتیجه یک فرایند کاملاً هدفمند است و نه تصادفی. انسان زمانی بر روی کره زمین ظاهر شد که شرایط مناسب برای حیات او فراهم آمد. در دیدگاه بهائی پایان‌شناسی طبیعی معتبرتر از خلقت‌گرایی است و قوانین طبیعت مظاهر اراده الهی‌اند. بهائیت اصل فرگشت داروینی را قبول دارد. اما به عقیدهٔ مایکل رتشتاین برخلاف یافته‌های علمی، فرگشت انسان را رد می‌کند.
پاسخ عبدالبهاء به تکامل داروینی بیشتر ماهیتی فلسفی دارد تا علمی و هدف اصلی او این است که با دلایل مبتنی بر عقل و خرد وجود یک هدف الهی برای حیات، جایگاه ویژه انسان در آفرینش، نیاز به علل نهایی (غایت‌شناسی) و وجود قوانین ابدی طبیعت در جهان را اثبات کند. عبدالبهاء با خود مکانیسم تکامل کاری ندارد بلکه پیامدهای فلسفی، اجتماعی و معنوی نظریه جدید را مورد بررسی قرار می‌دهد. در حقیقت او در پی ابطال نتایجی است که بعضی از ایدئولوژی‌ها برای اغراض سیاسی خود از نظریهٔ تکامل استنتاج کرده‌اند، مانند انکار جنبه معنوی انسان و تجویز و توجیه رقابت، تنازع بقا و جنگ.